# Wilfried Hagebölling

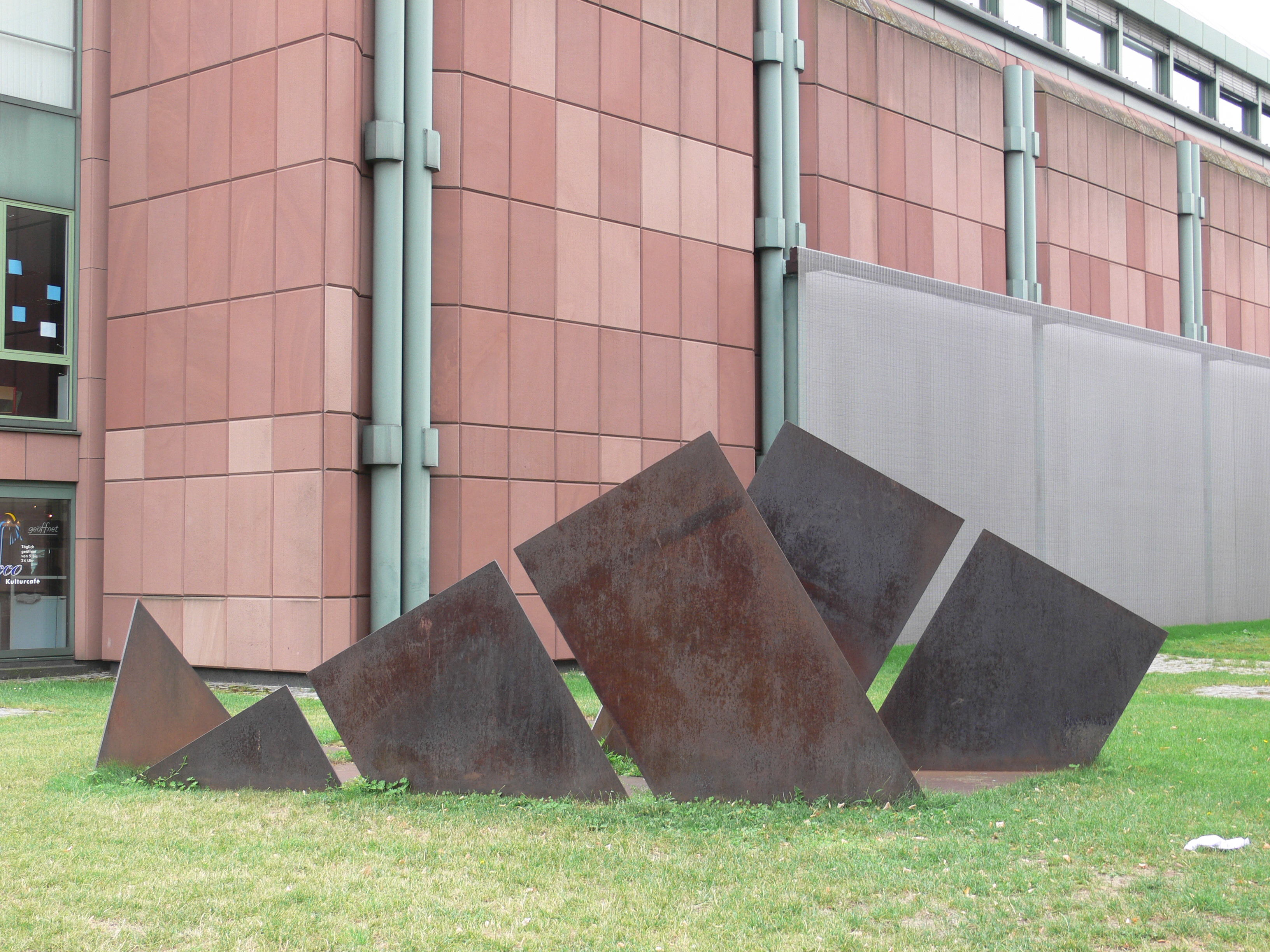
Bodenstück (1980), Beeldenpark van de Kunsthalle Mannheim

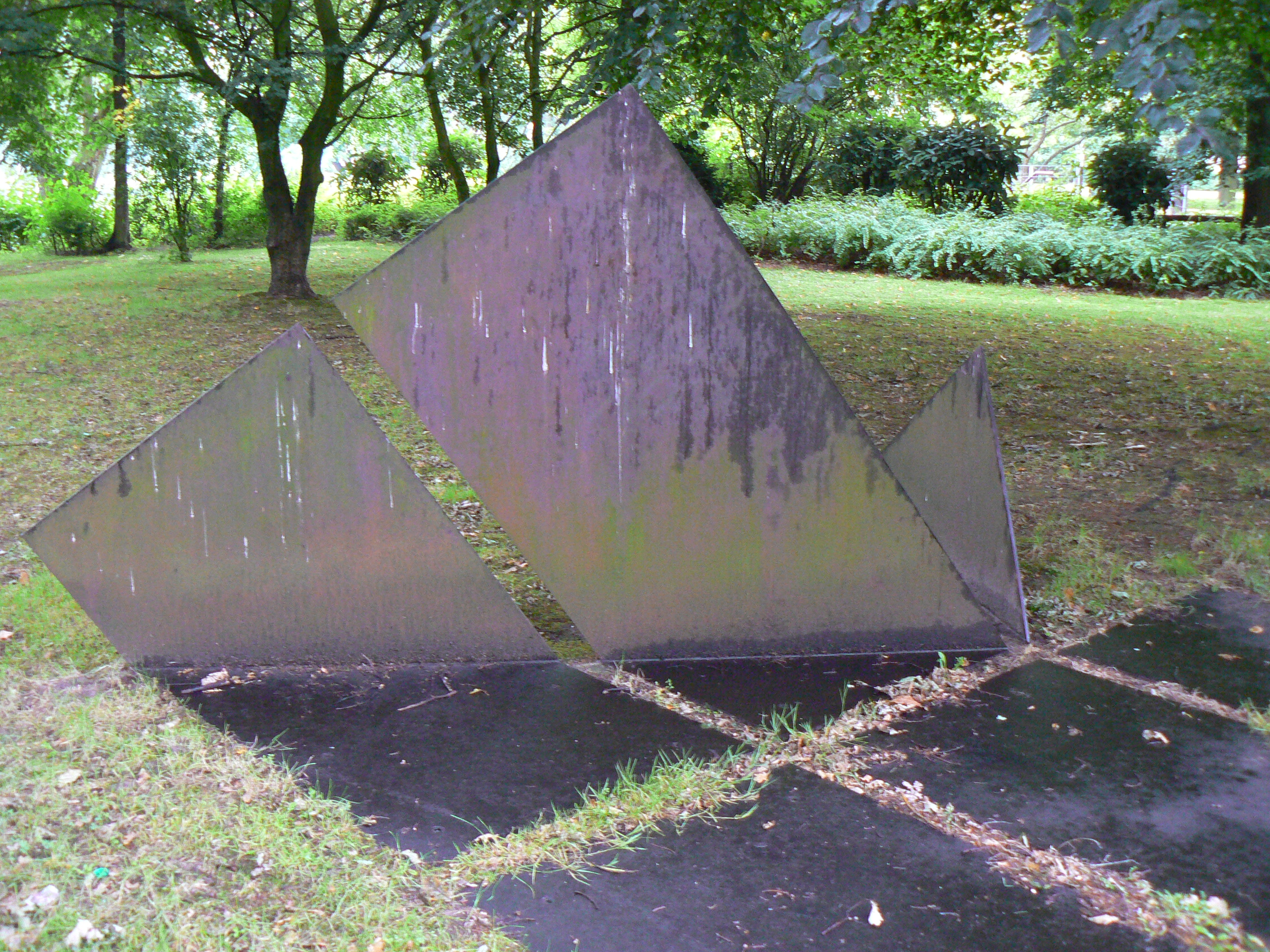
Raumpflug (1983/84), buitencollectie van het Skulpturenmuseum Glaskasten in Marl

Wilfried Hagebölling (Berlijn, 9 juni 1941) is een Duitse beeldhouwer en tekenaar.

## Leven en werk
Wilfried Hagebölling studeerde van 1963 tot 1967 bij Robert Jacobsen aan de Akademie der Bildenden Künste München.
Van 1977 tot 1986 doceerde hij bouwkunst en landschapsarchitectuur aan de universiteit van Paderborn.
In 2002 opende hij zijn eigen beeldenpark bij Paderborn.
Wilfried Hagebölling leeft en werkt in Paderborn. 

## Werken (selectie)
- Ohne Titel (1973/75) - Sportzentrum Paderborn in Paderborn
- Bodenstück (1980) - Beeldenpark van de Kunsthalle Mannheim in Mannheim
- Tür (1980/81), cortenstaal - sinds 1986 op de campus van de Universiteit van Paderborn
- Raumpflug (1983/84) - buitencollectie van het Skulpturenmuseum Glaskasten in Marl
- Passage (1984/86) - Museum Ostwall in Dortmund
- Keil-Stück (1986/87) - Martinikirchhof in Minden
- Mahnmal (2001/2003), monument ter herinnering aan de op 9 november 1938 verwoeste synagoge in Hamm

en vele beelden in de stad Soest in de deelstaat Noordrijn-Westfalen en het eigen beeldenpark van de kunstenaar aan de Bielefelder Straße 120 in Paderborn.
Voor twee musea droeg hij bij aan de architectuur met een kunstwerk:
- Spanplatte (1988) - Project Kunsthalle Bielefeld in Bielefeld i.s.m. Philip Johnson (architect)
- Spanplatte (1992/93) - Project Museum am Ostwall in Dortmund

## Groepstentoonstellingen
Hagebölling leverde meermaals een bijdrage aan groepstentoonstellingen en beeldhouwersymposia, zoals
- 1993 : Stahlplastik in Deutschland, Staatliche Galerie Moritzburg in Halle (Saale) met onder anderen Bernhard Heiliger, Werner Pokorny, Heinz-Günter Prager en David Lee Thompson - de eerste in Duitsland gehouden expositie na de val van de Muur van metaalbeeldhouwers uit Oost- en West-Duitsland.
- 1994 : 4.Ostfriesisches/2.Wittmunder Bildhauer-Symposion in Wittmund met onder anderen Bernhard Luginbühl, Werner Pokorny en Leonard Wübbena (Leiding).
- 2008 : Hoogspanning, Park De Paauw in Wassenaar met 3 sculpturen